# إيميت كيلي جونيور
إيميت كيلي جونيور (بالإنجليزية: Emmett Kelly Jr.)‏ هو لاعب سيرك ‏ أمريكي، ولد في 13 نوفمبر 1923 في دييرسبورغ في الولايات المتحدة، وتوفي في 29 نوفمبر 2006 في سييرا فيستا في الولايات المتحدة بسبب ذات الرئة.